# Crypte de la Colonie Güell
Pour les articles homonymes, voir Güell.
La crypte de la Colonie Güell est un projet inachevé de Antoni Gaudí de 1898, partiellement réalisé entre 1908 et 1914.

## Historique

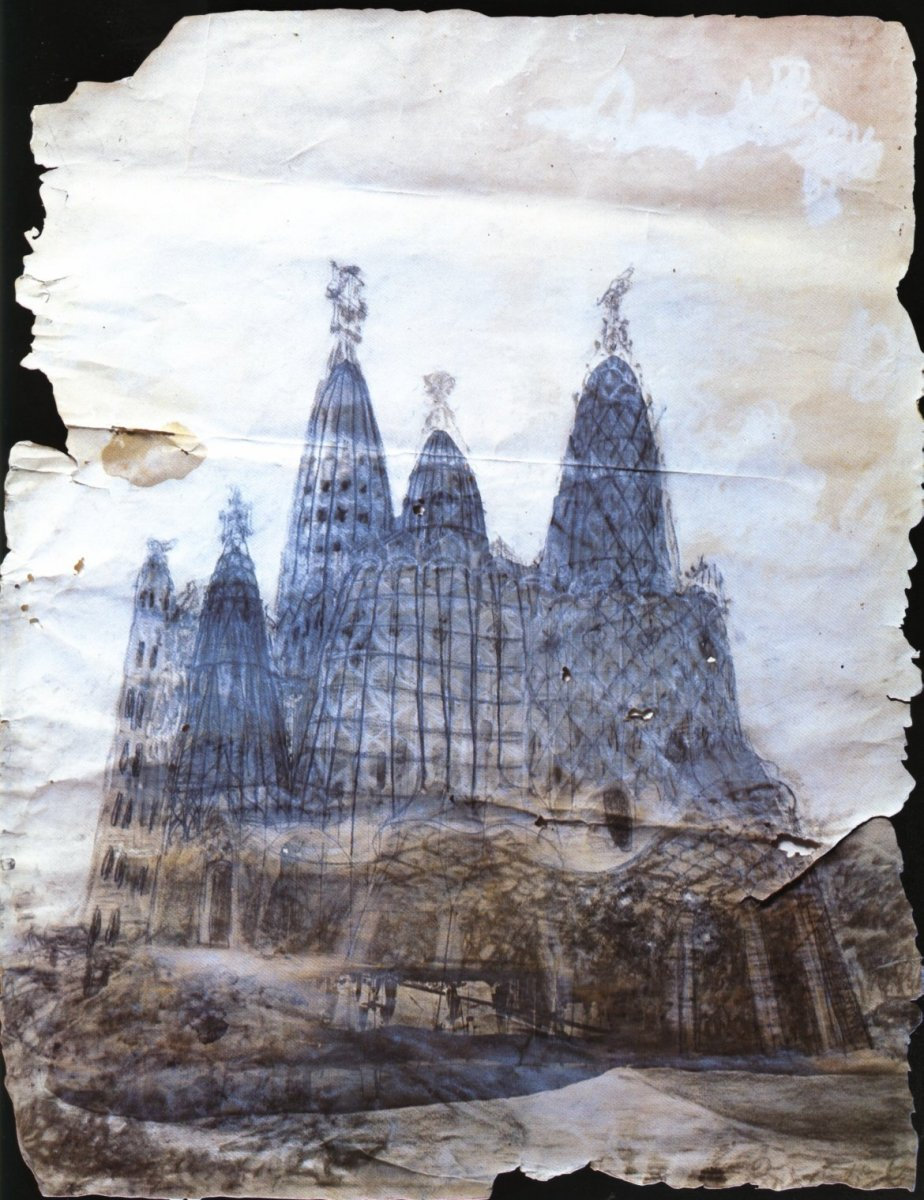
Projet original de l'église

Il s'agit d'une commande de Eusebi Güell, patron d'industrie textile, pour la Colonie Güell, ville ouvrière construite à Santa Coloma de Cervelló, et à laquelle l'entrepreneur voulait ajouter un lieu de culte. La chapelle initiale s'avérant trop petite, Güell fit appel en 1898 à Gaudí pour un projet d'église. L'architecte ne démarre cependant les travaux que dix ans plus tard, après avoir réalisé plusieurs esquisses préliminaires.
Le projet prévoyait deux églises superposées, chacune comportant cinq nefs  L'ensemble devait mesurer 25 m de large sur 60 m de long, comporter des tours allant jusqu'à 40 m de haut et un dôme central. L'édifice aurait été placé en hauteur et les matériaux choisis auraient favorisé l'intégration au paysage.
Gaudí abandonna le projet en 1914, lorsque Güell tomba malade et que sa famille cessa de le financer. Cet édifice fut cependant pour lui une esquisse pour la construction de la Sagrada Familia, car il put y expérimenter plusieurs des facettes architecturales qu'il y incorpora.
Les colonnes originales de Gaudí se retrouvent dans tout l'édifice, autant à l'intérieur qu'à l'extérieur. Les fenêtres ressortent des murs inclinés. Surplombant la porte d'entrée, une fresque en céramique représente les quatre vertus cardinales. La crypte est construite en briques de pierre basaltique, l'aspect de la pierre donnant l'impression d'une édification bien antérieure.
La décoration est en grande partie composée de trencadis, mosaïques créées à partir d'éclats de céramique. Plusieurs symboles y sont représentés : les poissons, les monogrammes X et P (premières lettres grecques du mot Christ), anagramme de la Sainte Trinité, les vertus (prudence, tempérance et justice), etc. Les fenêtres sont ornées de vitraux.

## Galerie d'images

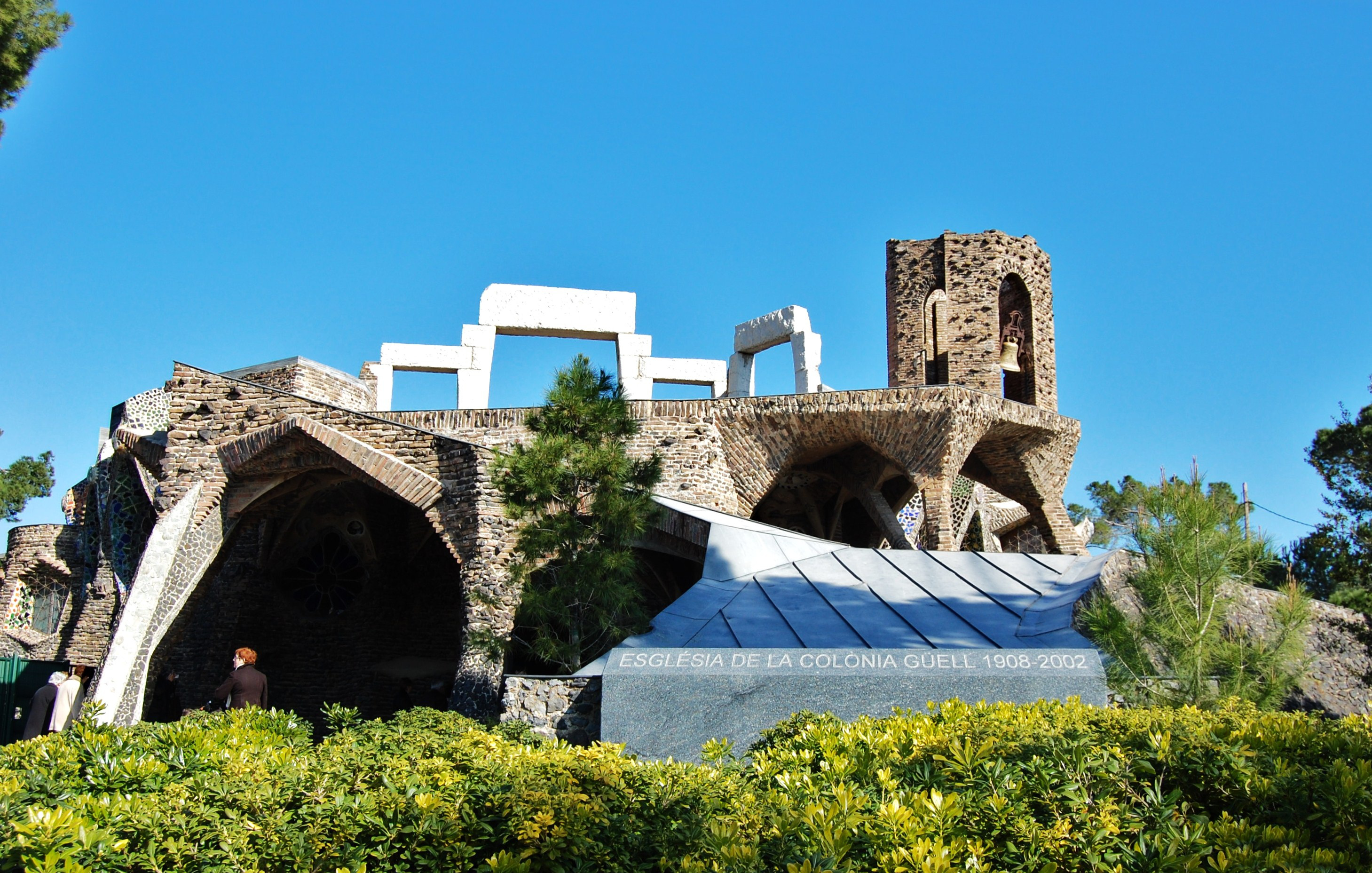
Vue extérieure
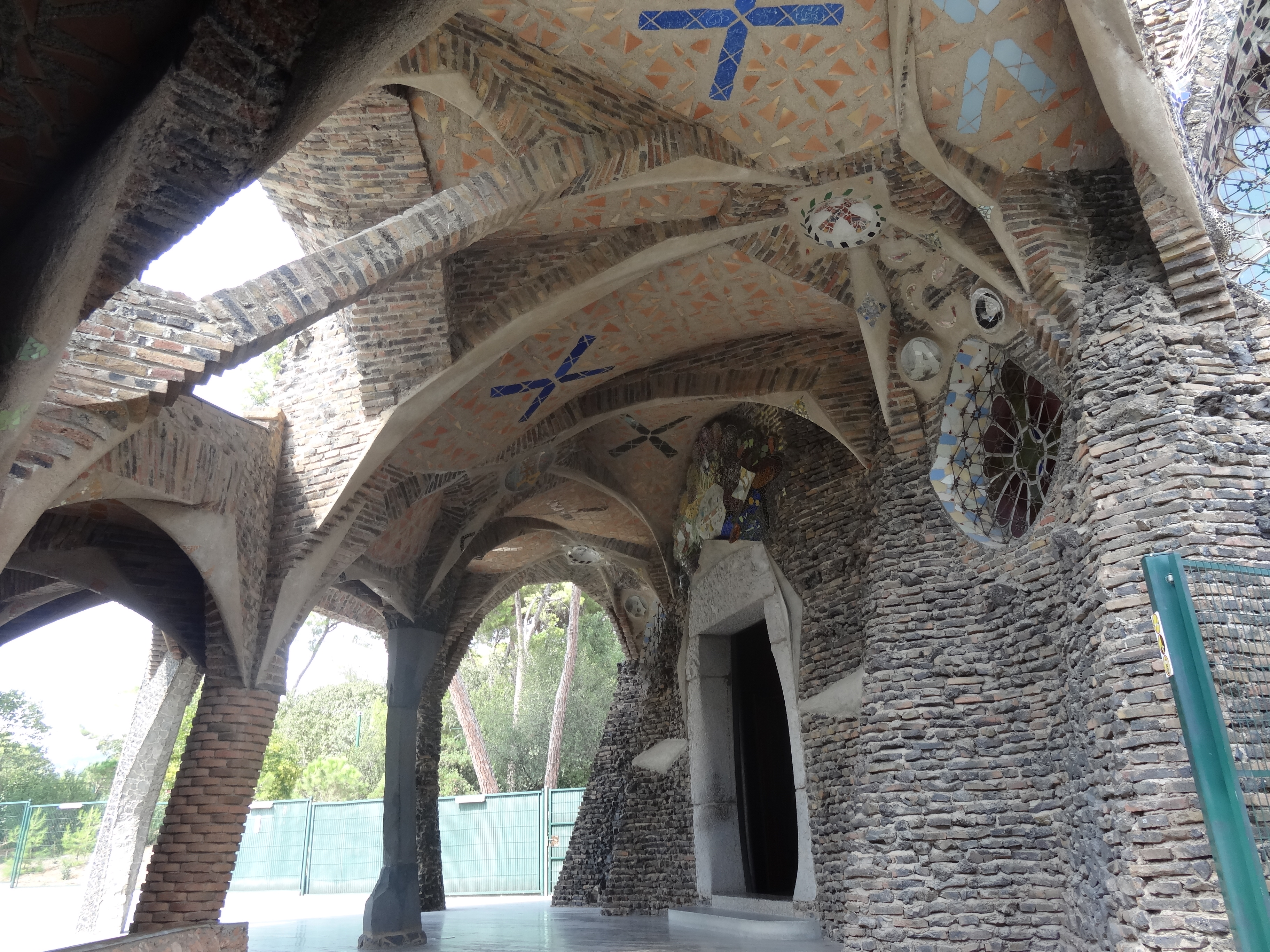
Portique
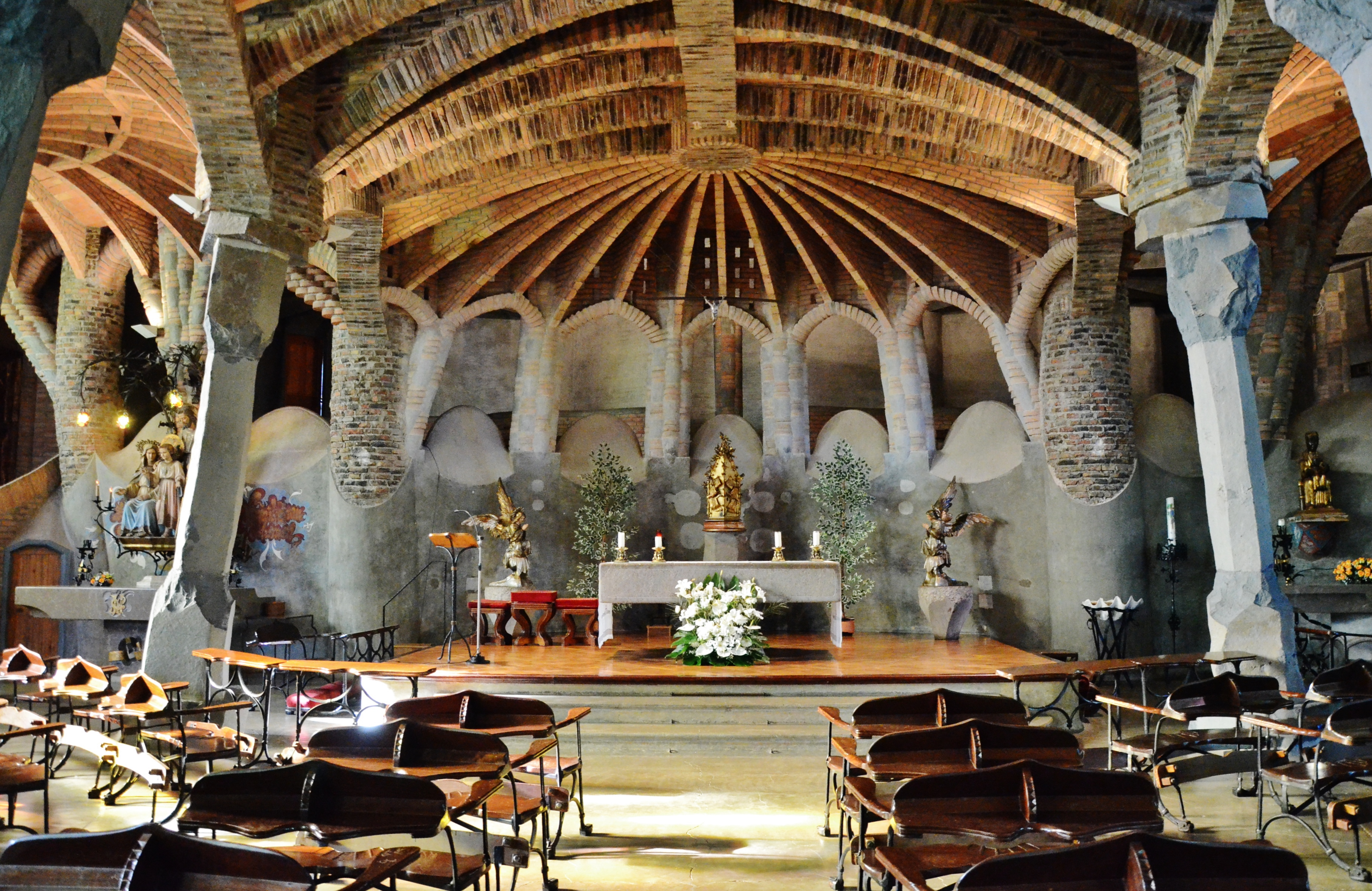
Dans la crypte
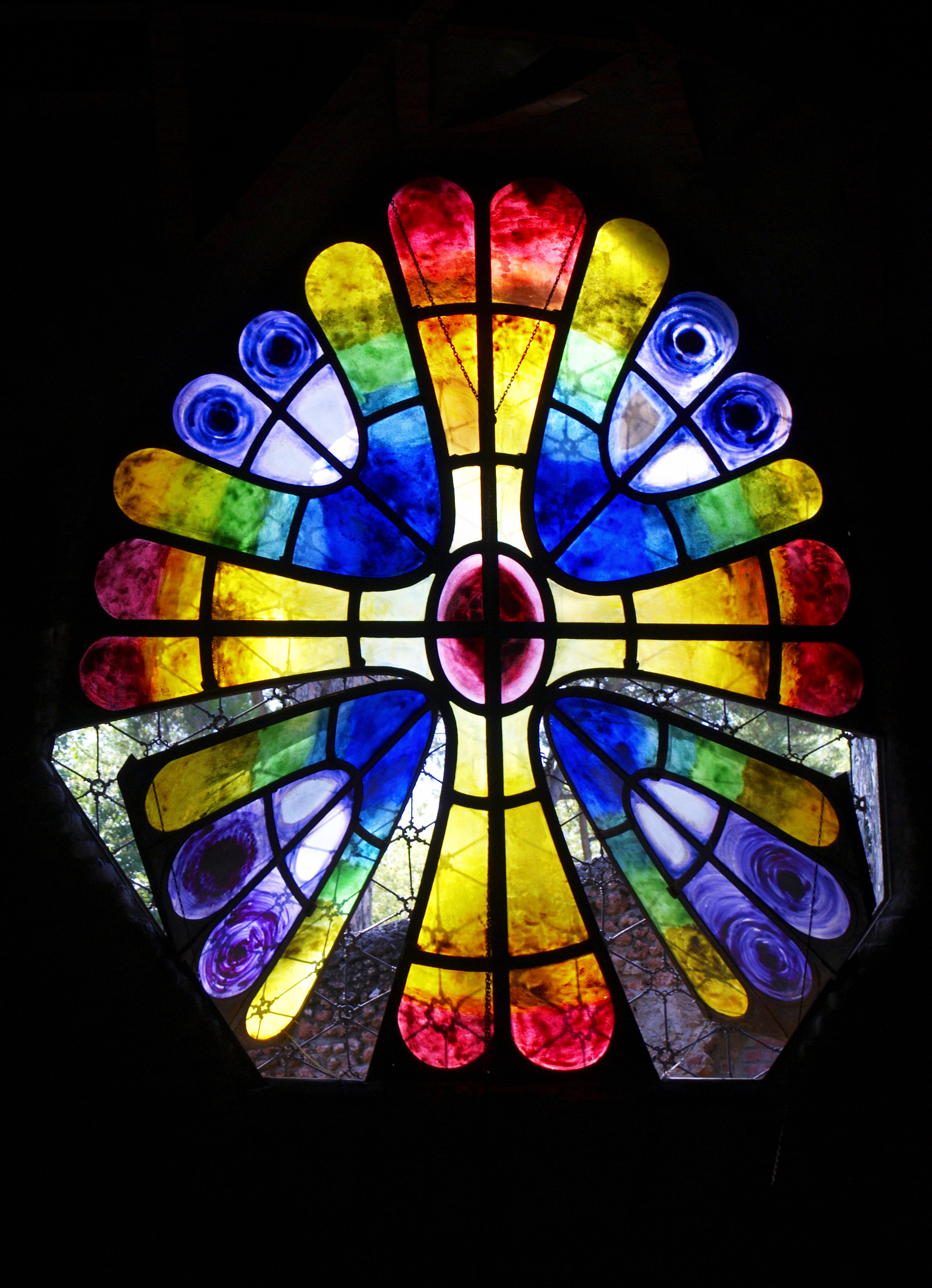
Vitrail coloré en forme d'aile de papillon
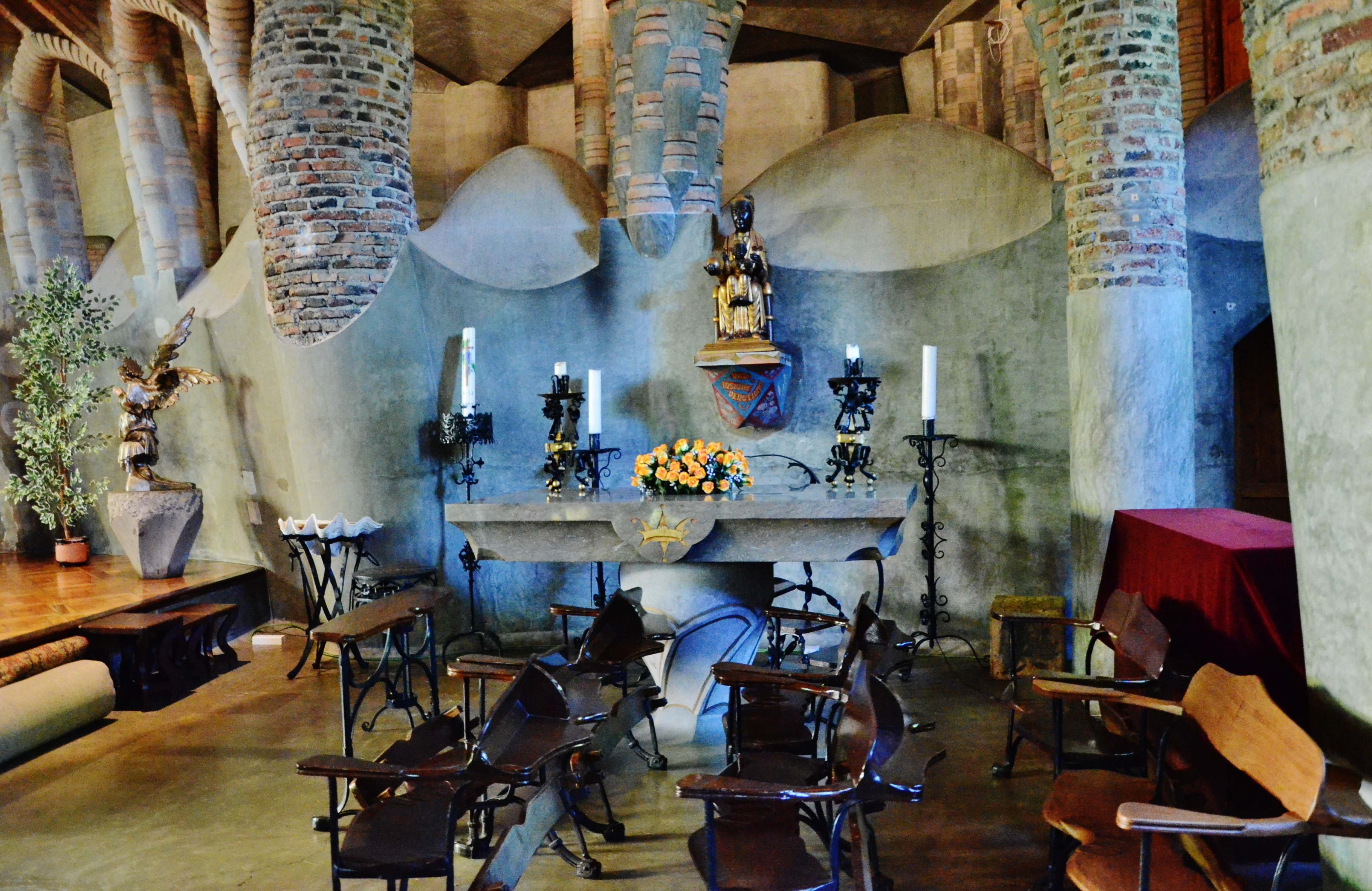
Autel dédié à la Vierge de Montserrat
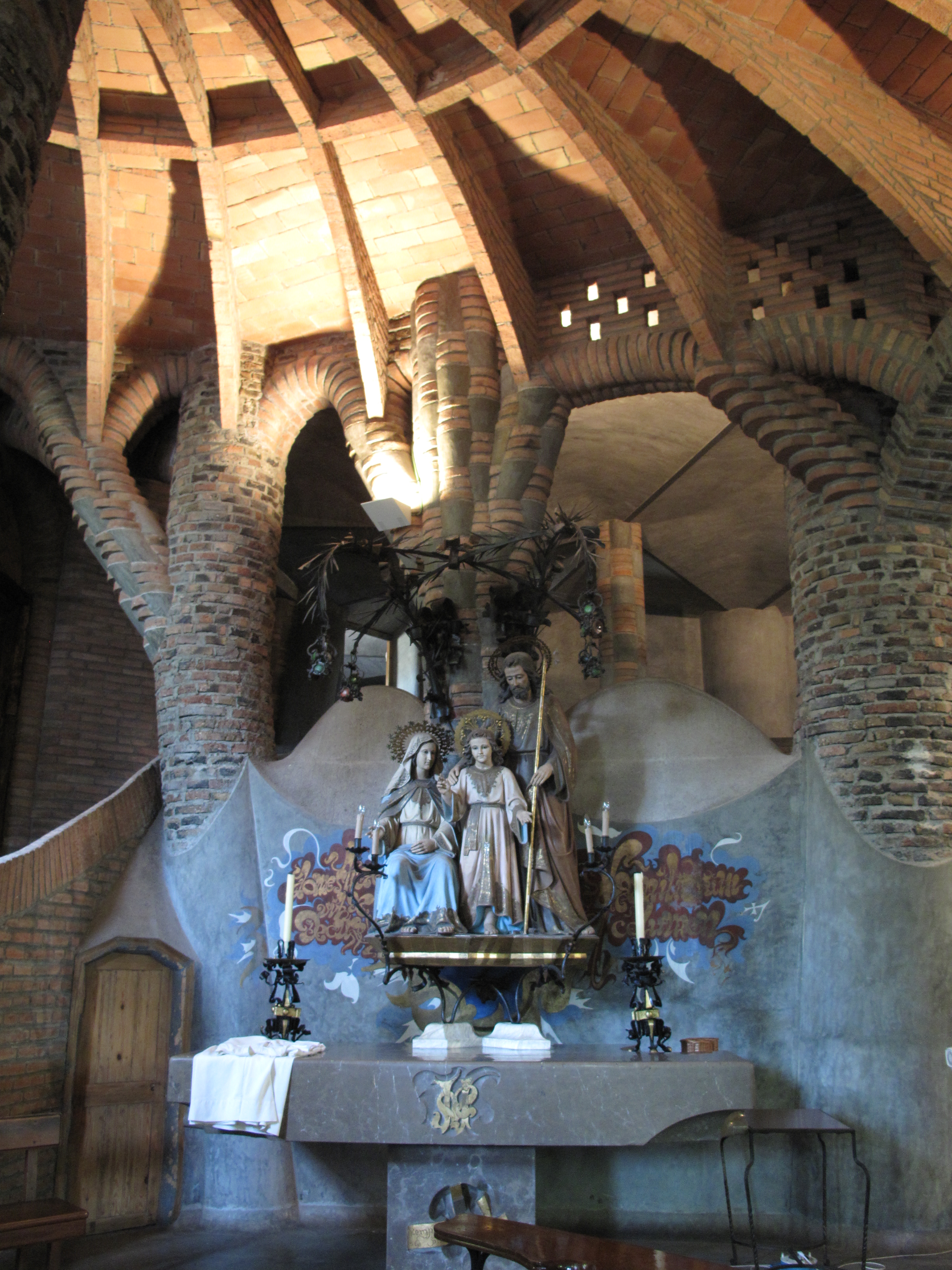
Autel dédié à la Sainte Famille
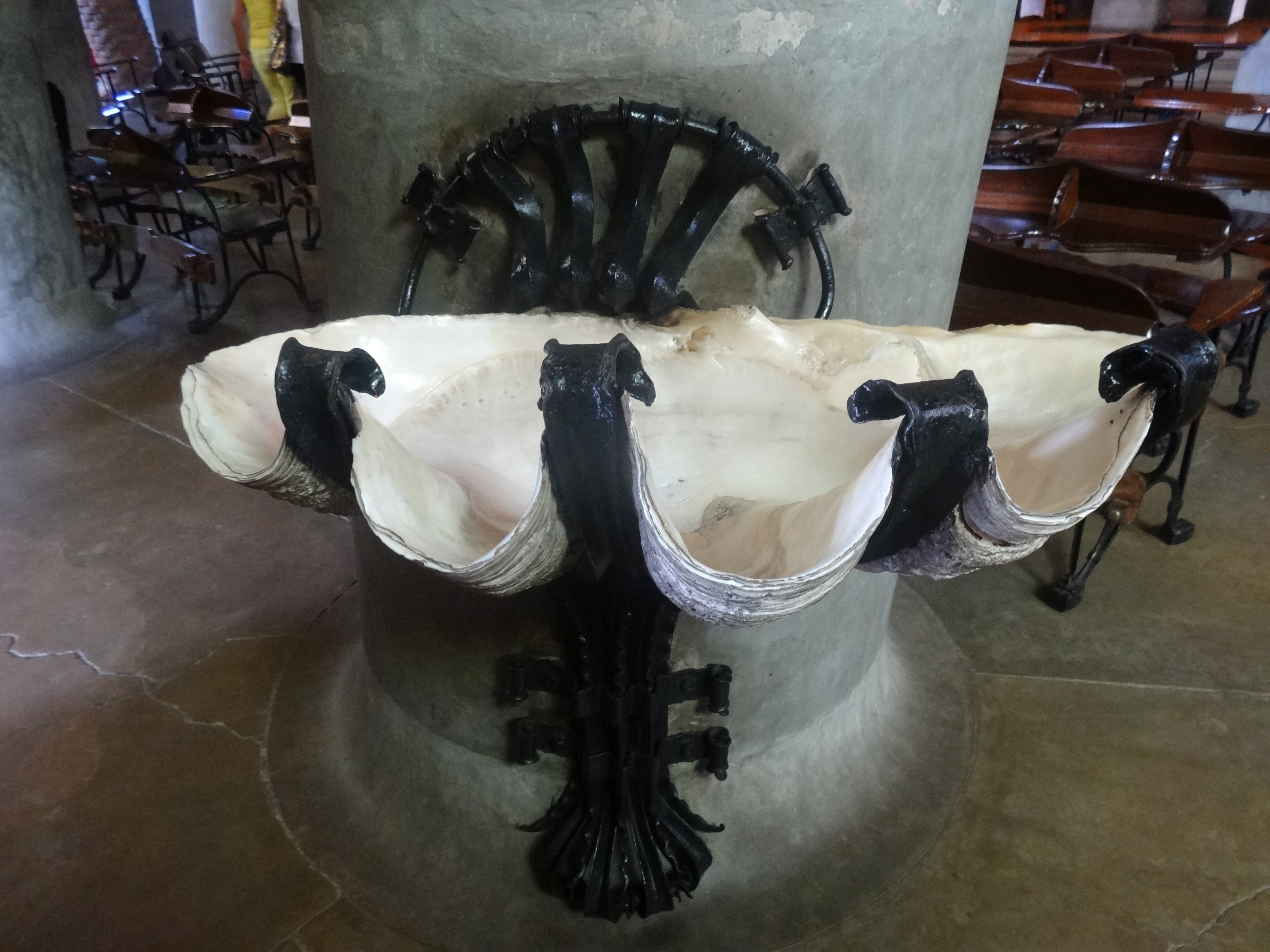
Bénitier de la mer des Philippines